# Unicodeblock Cham
Der Unicodeblock Cham (engl. Cham, U+AA00 bis U+AA5F) enthält die Schriftzeichen der Cham-Schrift, einer für die Notation des Cham verwendeten Abugida-Schrift. Die Sprache ist eine von den Cham gesprochene austronesische Sprache in Vietnam und Kambodscha.

## Tabelle
| Unicodenummer  | Zeichen (400 %) | Kategorie                               | Bidirektionale Klasse       | Offizielle Bezeichnung        | Beschreibung                     |
| -------------- | --------------- | --------------------------------------- | --------------------------- | ----------------------------- | -------------------------------- |
| U+AA00 (43520) | ꨀ               | anderer Buchstabe, Silbe oder Ideogramm | links nach rechts           | CHAM LETTER A                 | Cham-Buchstabe A                 |
| U+AA01 (43521) | ꨁ               | anderer Buchstabe, Silbe oder Ideogramm | links nach rechts           | CHAM LETTER I                 | Cham-Buchstabe I                 |
| U+AA02 (43522) | ꨂ               | anderer Buchstabe, Silbe oder Ideogramm | links nach rechts           | CHAM LETTER U                 | Cham-Buchstabe U                 |
| U+AA03 (43523) | ꨃ               | anderer Buchstabe, Silbe oder Ideogramm | links nach rechts           | CHAM LETTER E                 | Cham-Buchstabe E                 |
| U+AA04 (43524) | ꨄ               | anderer Buchstabe, Silbe oder Ideogramm | links nach rechts           | CHAM LETTER AI                | Cham-Buchstabe Ai                |
| U+AA05 (43525) | ꨅ               | anderer Buchstabe, Silbe oder Ideogramm | links nach rechts           | CHAM LETTER O                 | Cham-Buchstabe O                 |
| U+AA06 (43526) | ꨆ               | anderer Buchstabe, Silbe oder Ideogramm | links nach rechts           | CHAM LETTER KA                | Cham-Buchstabe Ka                |
| U+AA07 (43527) | ꨇ               | anderer Buchstabe, Silbe oder Ideogramm | links nach rechts           | CHAM LETTER KHA               | Cham-Buchstabe Kha               |
| U+AA08 (43528) | ꨈ               | anderer Buchstabe, Silbe oder Ideogramm | links nach rechts           | CHAM LETTER GA                | Cham-Buchstabe Ga                |
| U+AA09 (43529) | ꨉ               | anderer Buchstabe, Silbe oder Ideogramm | links nach rechts           | CHAM LETTER GHA               | Cham-Buchstabe Gha               |
| U+AA0A (43530) | ꨊ               | anderer Buchstabe, Silbe oder Ideogramm | links nach rechts           | CHAM LETTER NGUE              | Cham-Buchstabe Ngue              |
| U+AA0B (43531) | ꨋ               | anderer Buchstabe, Silbe oder Ideogramm | links nach rechts           | CHAM LETTER NGA               | Cham-Buchstabe Nga               |
| U+AA0C (43532) | ꨌ               | anderer Buchstabe, Silbe oder Ideogramm | links nach rechts           | CHAM LETTER CHA               | Cham-Buchstabe Cha               |
| U+AA0D (43533) | ꨍ               | anderer Buchstabe, Silbe oder Ideogramm | links nach rechts           | CHAM LETTER CHHA              | Cham-Buchstabe Chha              |
| U+AA0E (43534) | ꨎ               | anderer Buchstabe, Silbe oder Ideogramm | links nach rechts           | CHAM LETTER JA                | Cham-Buchstabe Ja                |
| U+AA0F (43535) | ꨏ               | anderer Buchstabe, Silbe oder Ideogramm | links nach rechts           | CHAM LETTER JHA               | Cham-Buchstabe Jha               |
| U+AA10 (43536) | ꨐ               | anderer Buchstabe, Silbe oder Ideogramm | links nach rechts           | CHAM LETTER NHUE              | Cham-Buchstabe Nhue              |
| U+AA11 (43537) | ꨑ               | anderer Buchstabe, Silbe oder Ideogramm | links nach rechts           | CHAM LETTER NHA               | Cham-Buchstabe Nha               |
| U+AA12 (43538) | ꨒ               | anderer Buchstabe, Silbe oder Ideogramm | links nach rechts           | CHAM LETTER NHJA              | Cham-Buchstabe Nhja              |
| U+AA13 (43539) | ꨓ               | anderer Buchstabe, Silbe oder Ideogramm | links nach rechts           | CHAM LETTER TA                | Cham-Buchstabe Ta                |
| U+AA14 (43540) | ꨔ               | anderer Buchstabe, Silbe oder Ideogramm | links nach rechts           | CHAM LETTER THA               | Cham-Buchstabe Tha               |
| U+AA15 (43541) | ꨕ               | anderer Buchstabe, Silbe oder Ideogramm | links nach rechts           | CHAM LETTER DA                | Cham-Buchstabe Da                |
| U+AA16 (43542) | ꨖ               | anderer Buchstabe, Silbe oder Ideogramm | links nach rechts           | CHAM LETTER DHA               | Cham-Buchstabe Dha               |
| U+AA17 (43543) | ꨗ               | anderer Buchstabe, Silbe oder Ideogramm | links nach rechts           | CHAM LETTER NUE               | Cham-Buchstabe Nue               |
| U+AA18 (43544) | ꨘ               | anderer Buchstabe, Silbe oder Ideogramm | links nach rechts           | CHAM LETTER NA                | Cham-Buchstabe Na                |
| U+AA19 (43545) | ꨙ               | anderer Buchstabe, Silbe oder Ideogramm | links nach rechts           | CHAM LETTER DDA               | Cham-Buchstabe Dda               |
| U+AA1A (43546) | ꨚ               | anderer Buchstabe, Silbe oder Ideogramm | links nach rechts           | CHAM LETTER PA                | Cham-Buchstabe Pa                |
| U+AA1B (43547) | ꨛ               | anderer Buchstabe, Silbe oder Ideogramm | links nach rechts           | CHAM LETTER PPA               | Cham-Buchstabe Ppa               |
| U+AA1C (43548) | ꨜ               | anderer Buchstabe, Silbe oder Ideogramm | links nach rechts           | CHAM LETTER PHA               | Cham-Buchstabe Pha               |
| U+AA1D (43549) | ꨝ               | anderer Buchstabe, Silbe oder Ideogramm | links nach rechts           | CHAM LETTER BA                | Cham-Buchstabe Ba                |
| U+AA1E (43550) | ꨞ               | anderer Buchstabe, Silbe oder Ideogramm | links nach rechts           | CHAM LETTER BHA               | Cham-Buchstabe Bha               |
| U+AA1F (43551) | ꨟ               | anderer Buchstabe, Silbe oder Ideogramm | links nach rechts           | CHAM LETTER MUE               | Cham-Buchstabe Mue               |
| U+AA20 (43552) | ꨠ               | anderer Buchstabe, Silbe oder Ideogramm | links nach rechts           | CHAM LETTER MA                | Cham-Buchstabe Ma                |
| U+AA21 (43553) | ꨡ               | anderer Buchstabe, Silbe oder Ideogramm | links nach rechts           | CHAM LETTER BBA               | Cham-Buchstabe Bba               |
| U+AA22 (43554) | ꨢ               | anderer Buchstabe, Silbe oder Ideogramm | links nach rechts           | CHAM LETTER YA                | Cham-Buchstabe Ya                |
| U+AA23 (43555) | ꨣ               | anderer Buchstabe, Silbe oder Ideogramm | links nach rechts           | CHAM LETTER RA                | Cham-Buchstabe Ra                |
| U+AA24 (43556) | ꨤ               | anderer Buchstabe, Silbe oder Ideogramm | links nach rechts           | CHAM LETTER LA                | Cham-Buchstabe La                |
| U+AA25 (43557) | ꨥ               | anderer Buchstabe, Silbe oder Ideogramm | links nach rechts           | CHAM LETTER VA                | Cham-Buchstabe Va                |
| U+AA26 (43558) | ꨦ               | anderer Buchstabe, Silbe oder Ideogramm | links nach rechts           | CHAM LETTER SSA               | Cham-Buchstabe Ssa               |
| U+AA27 (43559) | ꨧ               | anderer Buchstabe, Silbe oder Ideogramm | links nach rechts           | CHAM LETTER SA                | Cham-Buchstabe Sa                |
| U+AA28 (43560) | ꨨ               | anderer Buchstabe, Silbe oder Ideogramm | links nach rechts           | CHAM LETTER HA                | Cham-Buchstabe Ha                |
| U+AA29 (43561) | ꨩ                | Markierung ohne Extrabreite             | Markierung ohne Extrabreite | CHAM VOWEL SIGN AA            | Cham-Vokalzeichen Aa             |
| U+AA2A (43562) | ꨪ                | Markierung ohne Extrabreite             | Markierung ohne Extrabreite | CHAM VOWEL SIGN I             | Cham-Vokalzeichen I              |
| U+AA2B (43563) | ꨫ                | Markierung ohne Extrabreite             | Markierung ohne Extrabreite | CHAM VOWEL SIGN II            | Cham-Vokalzeichen Ii             |
| U+AA2C (43564) | ꨬ                | Markierung ohne Extrabreite             | Markierung ohne Extrabreite | CHAM VOWEL SIGN EI            | Cham-Vokalzeichen Ei             |
| U+AA2D (43565) | ꨭ                | Markierung ohne Extrabreite             | Markierung ohne Extrabreite | CHAM VOWEL SIGN U             | Cham-Vokalzeichen U              |
| U+AA2E (43566) | ꨮ                | Markierung ohne Extrabreite             | Markierung ohne Extrabreite | CHAM VOWEL SIGN OE            | Cham-Vokalzeichen Ö              |
| U+AA2F (43567) | ꨯ                | Markierung mit Extrabreite              | links nach rechts           | CHAM VOWEL SIGN O             | Cham-Vokalzeichen O              |
| U+AA30 (43568) | ꨰ                | Markierung mit Extrabreite              | links nach rechts           | CHAM VOWEL SIGN AI            | Cham-Vokalzeichen Ai             |
| U+AA31 (43569) | ꨱ                | Markierung ohne Extrabreite             | Markierung ohne Extrabreite | CHAM VOWEL SIGN AU            | Cham-Vokalzeichen Au             |
| U+AA32 (43570) | ꨲ                | Markierung ohne Extrabreite             | Markierung ohne Extrabreite | CHAM VOWEL SIGN UE            | Cham-Vokalzeichen Ü              |
| U+AA33 (43571) | ꨳ                | Markierung mit Extrabreite              | links nach rechts           | CHAM CONSONANT SIGN YA        | Cham-Konsonantzeichen Ya         |
| U+AA34 (43572) | ꨴ                | Markierung mit Extrabreite              | links nach rechts           | CHAM CONSONANT SIGN RA        | Cham-Konsonantzeichen Ra         |
| U+AA35 (43573) | ꨵ                | Markierung ohne Extrabreite             | Markierung ohne Extrabreite | CHAM CONSONANT SIGN LA        | Cham-Konsonantzeichen La         |
| U+AA36 (43574) | ꨶ                | Markierung ohne Extrabreite             | Markierung ohne Extrabreite | CHAM CONSONANT SIGN WA        | Cham-Konsonantzeichen Wa         |
| U+AA40 (43584) | ꩀ               | anderer Buchstabe, Silbe oder Ideogramm | links nach rechts           | CHAM LETTER FINAL K           | Cham-Buchstabe Schluss-K         |
| U+AA41 (43585) | ꩁ               | anderer Buchstabe, Silbe oder Ideogramm | links nach rechts           | CHAM LETTER FINAL G           | Cham-Buchstabe Schluss-G         |
| U+AA42 (43586) | ꩂ               | anderer Buchstabe, Silbe oder Ideogramm | links nach rechts           | CHAM LETTER FINAL NG          | Cham-Buchstabe Schluss-Ng        |
| U+AA43 (43587) | ꩃ                | Markierung ohne Extrabreite             | Markierung ohne Extrabreite | CHAM CONSONANT SIGN FINAL NG  | Cham-Konsonantzeichen Schluss-Ng |
| U+AA44 (43588) | ꩄ               | anderer Buchstabe, Silbe oder Ideogramm | links nach rechts           | CHAM LETTER FINAL CH          | Cham-Buchstabe Schluss-Ch        |
| U+AA45 (43589) | ꩅ               | anderer Buchstabe, Silbe oder Ideogramm | links nach rechts           | CHAM LETTER FINAL T           | Cham-Buchstabe Schluss-T         |
| U+AA46 (43590) | ꩆ               | anderer Buchstabe, Silbe oder Ideogramm | links nach rechts           | CHAM LETTER FINAL N           | Cham-Buchstabe Schluss-N         |
| U+AA47 (43591) | ꩇ               | anderer Buchstabe, Silbe oder Ideogramm | links nach rechts           | CHAM LETTER FINAL P           | Cham-Buchstabe Schluss-P         |
| U+AA48 (43592) | ꩈ               | anderer Buchstabe, Silbe oder Ideogramm | links nach rechts           | CHAM LETTER FINAL Y           | Cham-Buchstabe Schluss-Y         |
| U+AA49 (43593) | ꩉ               | anderer Buchstabe, Silbe oder Ideogramm | links nach rechts           | CHAM LETTER FINAL R           | Cham-Buchstabe Schluss-R         |
| U+AA4A (43594) | ꩊ               | anderer Buchstabe, Silbe oder Ideogramm | links nach rechts           | CHAM LETTER FINAL L           | Cham-Buchstabe Schluss-L         |
| U+AA4B (43595) | ꩋ               | anderer Buchstabe, Silbe oder Ideogramm | links nach rechts           | CHAM LETTER FINAL SS          | Cham-Buchstabe Schluss-Ss        |
| U+AA4C (43596) | ꩌ                | Markierung ohne Extrabreite             | Markierung ohne Extrabreite | CHAM CONSONANT SIGN FINAL M   | Cham-Konsonantzeichen Schluss-M  |
| U+AA4D (43597) | ꩍ                | Markierung mit Extrabreite              | links nach rechts           | CHAM CONSONANT SIGN FINAL H   | Cham-Konsonantzeichen Schluss-H  |
| U+AA50 (43600) | ꩐               | Dezimalziffer                           | links nach rechts           | CHAM DIGIT ZERO               | Cham-Ziffer Null                 |
| U+AA51 (43601) | ꩑               | Dezimalziffer                           | links nach rechts           | CHAM DIGIT ONE                | Cham-Ziffer Eins                 |
| U+AA52 (43602) | ꩒               | Dezimalziffer                           | links nach rechts           | CHAM DIGIT TWO                | Cham-Ziffer Zwei                 |
| U+AA53 (43603) | ꩓               | Dezimalziffer                           | links nach rechts           | CHAM DIGIT THREE              | Cham-Ziffer Drei                 |
| U+AA54 (43604) | ꩔               | Dezimalziffer                           | links nach rechts           | CHAM DIGIT FOUR               | Cham-Ziffer Vier                 |
| U+AA55 (43605) | ꩕               | Dezimalziffer                           | links nach rechts           | CHAM DIGIT FIVE               | Cham-Ziffer Fünf                 |
| U+AA56 (43606) | ꩖               | Dezimalziffer                           | links nach rechts           | CHAM DIGIT SIX                | Cham-Ziffer Sechs                |
| U+AA57 (43607) | ꩗               | Dezimalziffer                           | links nach rechts           | CHAM DIGIT SEVEN              | Cham-Ziffer Sieben               |
| U+AA58 (43608) | ꩘               | Dezimalziffer                           | links nach rechts           | CHAM DIGIT EIGHT              | Cham-Ziffer Acht                 |
| U+AA59 (43609) | ꩙               | Dezimalziffer                           | links nach rechts           | CHAM DIGIT NINE               | Cham-Ziffer Neun                 |
| U+AA5C (43612) | ꩜               | andere Interpunktion                    | links nach rechts           | CHAM PUNCTUATION SPIRAL       | Cham-Satzzeichen Spirale         |
| U+AA5D (43613) | ꩝               | andere Interpunktion                    | links nach rechts           | CHAM PUNCTUATION DANDA        | Cham-Satzzeichen Danda           |
| U+AA5E (43614) | ꩞               | andere Interpunktion                    | links nach rechts           | CHAM PUNCTUATION DOUBLE DANDA | Cham-Satzzeichen Doppeldanda     |
| U+AA5F (43615) | ꩟               | andere Interpunktion                    | links nach rechts           | CHAM PUNCTUATION TRIPLE DANDA | Cham-Satzzeichen Dreifachdanda   |